# Trattato di Fès
Il trattato di Fès (in arabo معاهدة فاس‎?, Muʿāhadat Fās, in francese Traité de Fès), ufficialmente Trattato tra la Francia e il Marocco per l'organizzazione di un protettorato francese sull'Impero Sherifien (Traité conclu entre la France et le Maroc le 30 mars 1912, pour l'organisation du protectorat français dans l'Empire chérifien), è un accordo internazionale firmato il 30 marzo 1912 tra il sultano Abdelhafid del Marocco e la Francia. 

## Contenuto
Con il trattato il sultano Abdelhafid accettò di rendere il suo paese un protettorato francese rinunciando a parte della propria sovranità.
In base ad un accordo con Francia e Spagna nel novembre dello stesso anno, la Spagna assunse un protettorato sul Rif a nord del paese, Ifni sulla costa atlantica a sud-ovest, e sull'area di Tarfaya a sud del fiume Draa, dove il sultano rimase nominalmente il sovrano e veniva rappresentato da un vice reggente a Sidi Ifni sotto il controllo dell'alta commissione spagnola.
Accordi privati tra Regno Unito, Italia e Francia, tenutisi nel 1904 senza consultare il sultano, avevano diviso il Maghreb in sfere di influenza, con il Marocco affidato alla responsabilità della Francia. In Marocco, il giovane sultano Abdelaziz salì al trono nel 1894 all'età di dieci anni, e gli europei divennero i principali consiglieri di corte, mentre i governanti locali divennero sempre più indipendenti dal sultano. Il sultano venne deposto nel 1908, e la legge e l'ordine marocchini continuarono a deteriorarsi sotto il suo successore, Abdelhafid. Quest'ultimo abdicò in favore del fratello Yusuf ben al-Hasan dopo aver firmato il trattato di Fez.
Le due zone del protettorato spagnolo avevano poche strade pavimentate ed erano separate dalla Baia di Al-Hoseyma, che gli spagnoli chiamano Alhucemas; il trattato di Fez concesse i diritti di sfruttamento delle miniere di ferro del monte Uixan alla Compañía Española de Minas del Rif, cui venne anche data la concessione per costruire una rete ferroviaria per collegare le miniere a Melilla.
Il trattato venne percepito come un tradimento dai nazionalisti marocchini e portò alla guerra del Rif (1919–26) tra gli spagnoli da una parte e le tribù rifiane dall'altra. In questo conflitto emerse ben presto il leader Abd el-Krim, leader nonché fondatore della molto combattiva e nazionalista Repubblica del Rif, entità che ebbe vita breve.